# Ослиное молоко

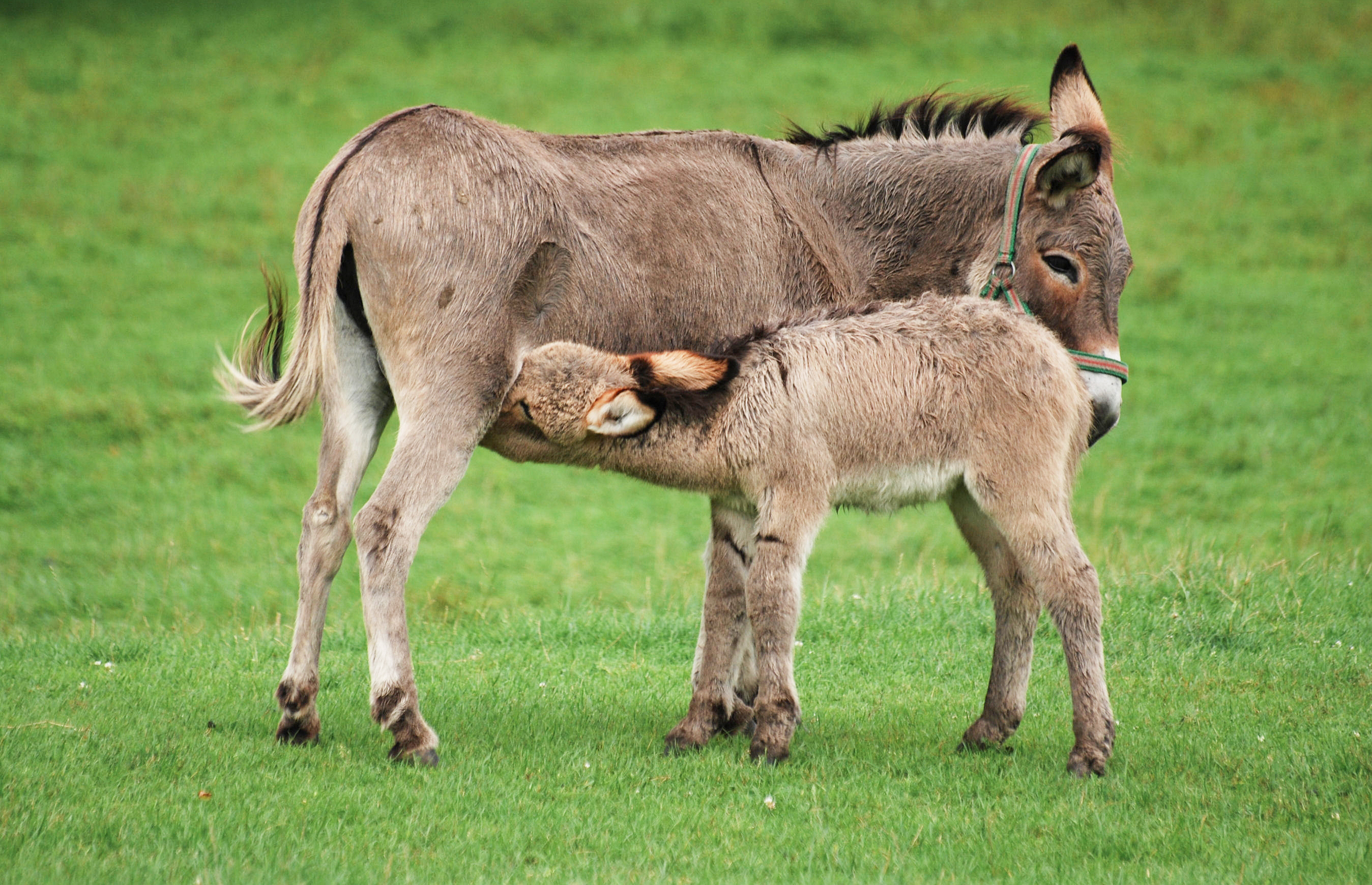
Ослёнок пьёт молоко своей матери

Осли́ное молоко́ — естественное природное материнское молоко вырабатываемое в виде секрета молочных желёз млекопитающих ослицами (лат. Equus asinus) для кормления своих новорождённых ослят и используемое людьми после дойки одомашненных и сельскохозяйственных животных козоводства в качестве пищевого продукта (питья) и/или сырья для производства разнообразных кулинарных изделий и блюд.

## Историческая справка
С глубокой древности молоко ослиц применялось в косметических и медицинских целях. Древние египтяне применяли в лечебных целях молоко ослиц. Уникальные косметические свойства ослиного молока известны с давних времён: Клеопатра делала ежедневные ванны из ослиного молока. Правительница Египта была самой известной, но не единственной сторонницей ухода за кожей с использованием молока ослиц. Есть сведения, что имели обыкновение принимать ванны в ослином молоке, Нефертити, жена Нерона, и австрийская императрица Елизавета Баварская, более известная как Сиси. Кроме того, в Древнем Риме было популярно натирание кожи хлебом, смоченном в ослином молоке. Эффект от этой процедуры был похож на тот, который сегодня мы получаем после пилинга. Плиний упоминает, что «ослиное молоко стирает морщины на лице, делает кожу мягче и поддерживает светлой».

## Состав и пищевая ценность
В состав ослиного молока входит около трёхсот различных полезных для человеческого организма веществ. В том числе, антиоксиданты, липолитические ферменты, омега-3 и омега-6, большое количество кальция, витаминов, минералов.
| Состав молока ослиц в сравнении с молоком кобылиц, человека и коровы (г/100 г) | Состав молока ослиц в сравнении с молоком кобылиц, человека и коровы (г/100 г) | Состав молока ослиц в сравнении с молоком кобылиц, человека и коровы (г/100 г) | Состав молока ослиц в сравнении с молоком кобылиц, человека и коровы (г/100 г) | Состав молока ослиц в сравнении с молоком кобылиц, человека и коровы (г/100 г) |
|                                                                                | ослица                                                                         | кобылица                                                                       | человек                                                                        | корова                                                                         |
| ------------------------------------------------------------------------------ | ------------------------------------------------------------------------------ | ------------------------------------------------------------------------------ | ------------------------------------------------------------------------------ | ------------------------------------------------------------------------------ |
| pH                                                                             | 7,0 — 7,2                                                                      | 7,18                                                                           | 7,0 — 7,5                                                                      | 6,6 — 6,8                                                                      |
| протеины                                                                       | 1,5 — 1,8                                                                      | 1,5 — 2,8                                                                      | 0,9 — 1,7                                                                      | 3,1 — 3,8                                                                      |
| липиды                                                                         | 0,3 — 1,8                                                                      | 0,5 — 2,0                                                                      | 3,5 — 4,0                                                                      | 3,5 — 3,9                                                                      |
| лактоза                                                                        | 5,8 — 7,4                                                                      | 5,8 — 7,0                                                                      | 6,3 — 7,0                                                                      | 4,4 — 4,9                                                                      |
| остаток                                                                        | 0,3 — 0,5                                                                      | 0,3 — 0,5                                                                      | 0,2 — 0,3                                                                      | 0,7 — 0,8                                                                      |

## Использование в косметике
Благодаря богатому составу ослиного молока с высоким содержанием белка, фосфолипидов и керамидов оно используется для косметических средств антистарения, лечения морщин и для реструктуризации и регенерации кожи. На его основе делают массу косметических средств, в том числе, крема, мази, мыло. Молоко ослицы поддерживает эластичность кожи за счёт стимулирования выработки природного коллагена.

## Использование в медицине
Регулярное употребление ослиного молока ослицы поможет организму сохранить здоровье и молодость, наладить работу желудочно-кишечного тракта, предотвратить болезни сердца, а также снизить уровень холестерина в крови.
Исследованием свойств молока ослиц занимаются учёные Кипрского технологического университета. Под их руководством на этом островном государстве налажено производство из ослиного молока детских питательных смесей для детей, страдающих непереносимостью коровьего молока. Считается, что полезные свойства ослиного молока во многом связаны с тем, что желудок этих животных однокамерный, как у человека, в отличие от четырёхкамерных желудков жвачных животных. Это уменьшает вероятность попадания в ослиное молоко бактерий, которые в желудках коров обитают в больших количествах.